# Ludas Matyi (czasopismo)
Ludas Matyi – węgierskie ilustrowane czasopismo satyryczne ukazujące się w latach 1945–1992.